# ブロッケード
『ブロッケード』（Blockade）は、1976年11月に、アメリカ合衆国のグレムリン・インダストリーが発売したコンピュータゲーム式アーケードゲームで、ジャンルはアクションゲーム。
ネーミングは"Block"（レンガ）+"Barricade"（障害物）から。日本では俗に「陣取りゲーム」とも呼ばれた。

## ゲーム内容
ゲームがスタートすると、1プレイヤー側と2プレイヤー側のブロックがそれぞれ一定の速度で動き出す。動いた後の軌跡はブロックとして残り、ブロックや周囲の壁にぶつかると負けてしまうので、四方向ボタンで方向転換して（四方向でそれぞれ音階が異なる）、空間の開いている方向を探したり、相手を邪魔したりする。一方のプレイヤーがこれ以上すすめなくなるまたは操作ミスで衝突すると、両プレイヤーの先頭に、それぞれ勝った回数が表示される。画面中央上部に表示されている数字が勝ち数であり（内部スイッチで3から6まで変更可能）、一方が勝ち数に達すると決着がつき、ゲームオーバー。

## 概要
当時のテレビゲームメーカーは一般に、アタリの『ポン』のコピーゲームまたはパドルコントローラを使うゲームからスタートする会社が多かったが、グレムリン（以下こう略す）はエレメカの『プレイボール』に続く初のテレビゲームとして、『ポン』と異なるこのゲームを発表した。
CPUにIntel 8080を採用しており、CPUを使ったコンピュータゲームとしては、比較的初期に属する作品の一つである。
アクションゲームの一ジャンルであるヘビゲームの元祖ともいえる作品である。

## 関連作品
発表当時は、同時に発表され後に大ブームを起こす『ブレイクアウト』よりこちらが支持を集め、アメリカではコピーゲーム、日本でもその輸入版が多数登場した。

### アメリカでの流通
- コモーション/Comotion（グレムリン）
同時にリリースした『ブロッケード』の4人版で、ネーミングは"Com"（集団）+"Motion"（移動）。筐体が『ブロッケード』ではアップライト式だったが、『コモーション』は丸いカクテル筐体（日本のテーブル筐体に似ているが、立ち机）となり、4人が四方向より見ながら操作する。またスピードはミスするたびに上がっていく。
- ブリックヤード/Brickyard（ラムテック）
1977年1月リリース。当初は『バリケード』（Ballicade）という名だったため、著作権違反でグレムリンと裁判沙汰になったが、ゲーム名を『ブリックヤード』に変える事で決着した。他に特徴として、速度はディップスイッチで変更可能。
- Bigfoot Bonkars（Meadows Games）
1977年1月リリース。『ブロッケード』のコピーゲームだが、1人プレイも可能であり、また画面内に足跡（ビッグフット）形の障害物が登場する。
- Dominos（アタリ）
1977年1月リリース。1-2人用で、1人でプレイする時はCPUと対戦する。名前通りドミノを（上から見た状態）をモチーフにしており、キャラが動く時の音はドミノが倒れるような「パタパタ…」。スピードはゲーム中徐々に上がっていく。
- Dominos4（アタリ）
1977年3月リリース。上記の4人版。
- Checkmate（バリー＝ミッドウェイ→後のミッドウェイゲームズ）
1977年3月リリース。アップライト筐体による1-4人用で、足りない人数はCPU対戦する事も可能。スピードの概念は『コモーション』と同じ。
- ハッスル/Hustle（グレムリン）
1977年5月リリース。移動後の軌跡は残ったままでなく、一定の長さを持つと消える、つまりヘビやムカデのような動きをする。画面周囲に得点の表示された長方形が一定時間出現するので、当てれば得点。また得点表示が「???」の長方形もあり、当てるとミストリーポイントだが、減点される事もある。ゲームオーバーの条件は勝ち負けでなく「時間内に何点取れるか、時間内に一定の点数をこえると時間延長」という、エレメカ時代からよくある制度。

### 日本での流通
- バリケード（タイトー） - 1977年2月リリース。『ブリックヤード』の輸入。
- バリケードII（タイトー） - 1977年3月リリース。『ブロッケード』の輸入。
- バリケードIII（タイトー） - 1977年4月リリース。書籍『アーケードTVゲームリスト 国内・海外編』（アミューズメント通信社）に出典があるが、輸入元が何であるかは不明。
- ブロッケード（中村製作所→後のナムコ→バンダイナムコエンターテインメント） - 1977年4月リリース。ただし独占販売権は1976年11月の時点で確保していた。
- クラッシュコース（セガ・エンタープライゼス→後のセガ・インタラクティブ） - 1977年4月リリース。輸入元がグレムリンの何であるかは不明だが、書籍「セガ・アーケードヒストリー」には、1977年に『コモーション』を輸入したという出典が見られる。
- ハッスル（タイトー） - 1977年7月リリース。
- ウィッツ/Wits（アテナ→セタとビスコからも発売） - 1989年10月リリース。『アルカノイド』により古典ゲームがリメイクブームとなった際出た作品。背景には桜や城など、古典的典型的な日本文化にちなむ写真が使われている。キャラクターは走る人型となり、勝ったプレイヤーは拳を上げて上体をそらす。コンピュータ技術が進んだ中で当時の簡単なゲームを作ったため、基板が大変小さく、手のひらに載るほどである。

### その他の派生作品
- 『ブロッケード』のアーケードゲーム基板を流用したゲームとしては、シューティングゲーム『ブラスト』（Blasto）が1978年6月にリリースされ、日本へはナムコが同年11月に輸入した。
- パソコンにも多数移植されたが、比較的早い段階で発表されたものとしては、『I/O』誌に投稿掲載された、MZ-80K/C用機械語ゲーム『JINTORI GAME』が挙げられる。出来は『ブロッケード』に近い。
- 1982年の映画『トロン』では、コンピュータ空間の中の戦いで、この『ブロッケード』と同じ内容のゲームが登場、映画公開当時はこれにあやかったパソコンゲームや電子ゲーム[1]も登場した。